# Acrocephalus (ptak)
Acrocephalus – rodzaj ptaków z rodziny trzciniaków (Acrocephalidae).

## Zasięg występowania
Rodzaj obejmuje gatunki występujące w Eurazji, Afryce, Australii i na wyspach Oceanii.

## Morfologia
Długość ciała 12–20 cm; masa ciała 7–35,9 g.

## Systematyka

### Etymologia
- Acrocephalus: gr. ακρος akros – najwyższy, od ακη akē – punkt; -κεφαλος -kephalos – -głowy, od κεφαλη kephalē – głowa[6].
- Amnicola: łac. amnicola –  mieszkać nad rzeką, od amnis – rzeka; -cola – mieszkaniec, od colere – zamieszkiwać[7]. Gatunek typowy: Sylvia melanopogon Temminck, 1823.

### Podział systematyczny
Do rodzaju należą następujące gatunki:
- Acrocephalus bistrigiceps – trzcinniczek szerokobrewy
- Acrocephalus sorghophilus  – trzcinniczek smugowany
- Acrocephalus paludicola – wodniczka
- Acrocephalus melanopogon – tamaryszka
- Acrocephalus schoenobaenus – rokitniczka
- Acrocephalus orinus – trzcinniczek wielkodzioby
- Acrocephalus dumetorum – zaroślówka
- Acrocephalus palustris – łozówka
- Acrocephalus scirpaceus – trzcinniczek zwyczajny
- Acrocephalus agricola – trzcinniczek kaspijski
- Acrocephalus concinens – trzcinniczek krótkoskrzydły
- Acrocephalus tangorum – trzcinniczek mandżurski
- Acrocephalus griseldis – trzciniak perski
- Acrocephalus gracilirostris – trzciniak jasnobrewy
- Acrocephalus rufescens – trzciniak papirusowy
- Acrocephalus brevipennis – trzciniak wyspowy
- Acrocephalus newtoni – trzciniak madagaskarski
- Acrocephalus sechellensis – namorzynek seszelski
- Acrocephalus rodericanus – namorzynek maskareński
- Acrocephalus arundinaceus – trzciniak zwyczajny
- Acrocephalus orientalis – trzciniak wschodni
- Acrocephalus stentoreus – trzciniak głośny
- Acrocephalus luscinius – trzciniak słowiczy – takson wymarły
- Acrocephalus familiaris – trzciniak cienkodzioby
- Acrocephalus taiti – trzciniak blady
- Acrocephalus vaughani – trzciniak białoskrzydły
- Acrocephalus kerearako – trzciniak oliwkowy
- Acrocephalus rimitarae – trzciniak plamisty
- Acrocephalus musae – trzciniak kremowy – takson wymarły, wyodrębniony ostatnio z A. caffer[9][10][11]
- Acrocephalus caffer – trzciniak długodzioby
- Acrocephalus longirostris – trzciniak duży – takson wymarły, wyodrębniony ostatnio z A. caffer[9][10][11]
- Acrocephalus percernis – trzciniak żółtobrewy – takson wyodrębniony ostatnio z A. mendanae[12][13]
- Acrocephalus atyphus – trzciniak koralowy – takson wyodrębniony ostatnio z A. caffer[9][10][11]
- Acrocephalus astrolabii – trzciniak polinezyjski – takson wymarły, wyodrębniony ostatnio z A. luscinus[11]
- Acrocephalus hiwae – trzciniak wielkodzioby – takson wyodrębniony ostatnio z A. luscinus[11]
- Acrocephalus australis – trzciniak australijski
- Acrocephalus syrinx – trzciniak atolowy – takson wyodrębniony ostatnio z A. luscinus[11]
- Acrocephalus nijoi – trzciniak brunatny – takson wymarły, wyodrębniony ostatnio z A. luscinus[14]
- Acrocephalus rehsei – trzciniak samotny – takson wyodrębniony ostatnio z A. luscinus[11]
- Acrocephalus yamashinae – trzciniak mariański – takson wymarły, wyodrębniony ostatnio z A. luscinus[11]
- Acrocephalus mendanae – trzciniak żółtawy – takson wyodrębniony ostatnio z A. caffer[9][10][11]
- Acrocephalus aequinoctialis – trzciniak popielaty